# Megachile flavihirsuta
Megachile flavihirsuta là một loài Hymenoptera trong họ Megachilidae. Loài này được Mitchell mô tả khoa học năm 1930.